# Kinh tế Malawi

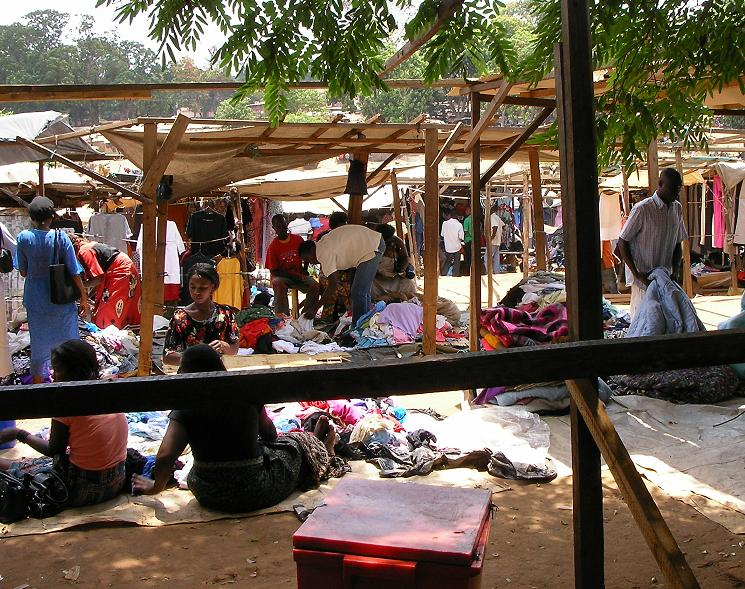
Chợ ở Lilongwe.

Nền kinh tế Malawi chủ yếu là nông nghiệp với khoảng 90% dân số sống ở các vùng nông thôn. Quốc gia không giáp biển ở nam trung Phi này nằm số các nước kém phát triển trên thế giới. Năm 2013, nông nghiệp chiếm 27% GDP và khoảng 80% doanh thu xuất khẩu. Nền kinh tế phụ thuộc vào dòng của hỗ trợ kinh tế đáng kể từ IMF, Ngân hàng thế giới và các quốc gia tài trợ cá nhân. Chính phủ phải đối mặt với những thách thức mạnh mẽ: thúc đẩy xuất khẩu, cải thiện các cơ sở giáo dục và y tế, đối mặt với các vấn đề môi trường của nạn phá rừng và xói mòn và đối phó với vấn đề HIV/AIDS ngày càng tăng nhanh ở châu Phi.
Malawi được xếp hạng là điểm đến an toàn thứ 118 trên thế giới trong Bảng xếp hạng rủi ro quốc gia Euromoney tháng 3 năm 2011.

## Nông nghiệp
Trong 2013, nông nghiệp chiếm 27% GDP, hơn 80% lực lượng lao động và khoảng 80% tổng kim ngạch xuất khẩu. Mặt hàng xuất khẩu quan trọng nhất của Malawi là thuốc lá, chiếm một nửa (50%) doanh thu xuất khẩu vào năm 2012. Vào năm 2000, nước này nước sản xuất lớn thứ 10 trên thế giới (xem bảng). Tổ chức Lương thực và Nông nghiệp Liên Hợp Quốc ước tính việc sản xuất thuốc lá chưa qua chế biến theo quốc gia năm 2009 (con số đang ở trong hàng nghìn tấn.)
| Quốc gia   | Sản xuất trong hàng nghìn tấn |
| ---------- | ----------------------------- |
| Trung Quốc | 3067,9                        |
| Brasil     | 863                           |
| Ấn Độ      | 620                           |
| Hoa Kỳ     | 373,1                         |
| Malawi     | 208,1                         |
| Indonesia  | 181,3                         |
| Argentina  | 135,5                         |
| Ý          | 119,1                         |
| Pakistan   | 105                           |
| Zimbabwe   | 96,3                          |

Sự phụ thuộc của đất nước vào thuốc lá đặt gánh nặng cho nền kinh tế khi giá thuốc lá thế giới giảm và cộng đồng quốc tế tăng áp lực để hạn chế ngành công nghiệp thuốc lá. Sự phụ thuộc của Malawi vào lá đang gia tăng, với sản xuất tăng từ 53% đến 70% doanh thu xuất khẩu từ năm 2007 đến năm 2008.

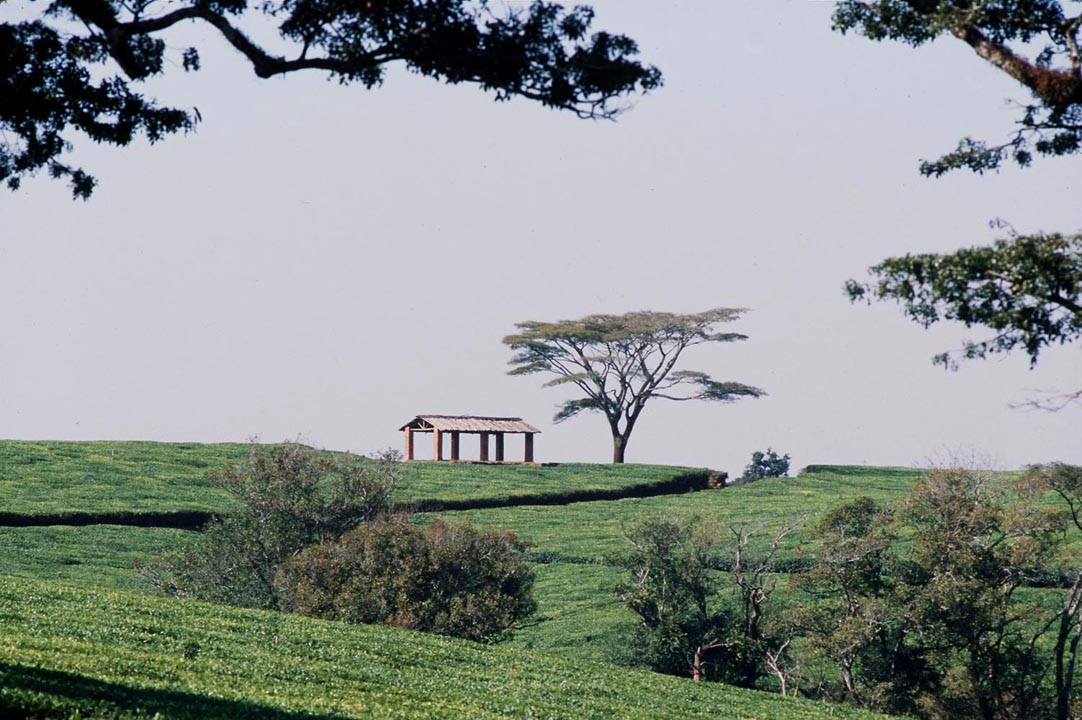
Một vùng trồng trà ở Malawi

Đất nước này cũng phụ thuộc nhiều vào trà, mía và cà phê, với ba loại thuốc lá chiếm hơn 90% doanh thu xuất khẩu của Malawi. Trà được giới thiệu lần đầu tiên năm 1878, hầu hết nó được trồng ở Mulanje và Thyolo. Các loại cây trồng khác bao gồm bông, ngô, khoai tây, lúa miến, bò và dê. Thuốc lá và chế biến đường là ngành công nghiệp thứ cấp đáng chú ý.
Theo truyền thống, Malawi đã tự cung tự cấp lương thực chính, ngô (bắp) trong suốt những năm 1980, nước này đã xuất khẩu với số lượng đáng kể sang các nước láng giềng bị ảnh hưởng của hạn hán. Gần 90% dân số tham gia vào canh tác tự cung tự cấp. Các hộ tiểu nông sản xuất nhiều loạt cây trồng, bao gồm ngô, đậu, gạo, sắn, thuốc lá và lạc (đậu phộng). Tài sản chính thường tập trung trong tay của một tầng lớp nhỏ. Các ngành công nghiệp sản xuất của Malawi nằm xung quanh thành phố Blantyre.
Hồ Malawi và hồ Chilwa cung cấp hầu hết cá cho khu vực. Đối với nhiều người Malawi, cá là nguồn protein quan trọng nhất. Cá khô không chỉ được tiêu thụ ở nội địa mà còn được xuất khẩu sang các nước láng giềng. Hầu hết đánh bắt cá được thực hiện trên quy mô nhỏ bằng tay. Tuy nhiên, Maldeco Fisheries sở hữu một số tàu đánh cá thương mại và điều hành các trang trại nuôi cá ở phía nam hồ Malawi.

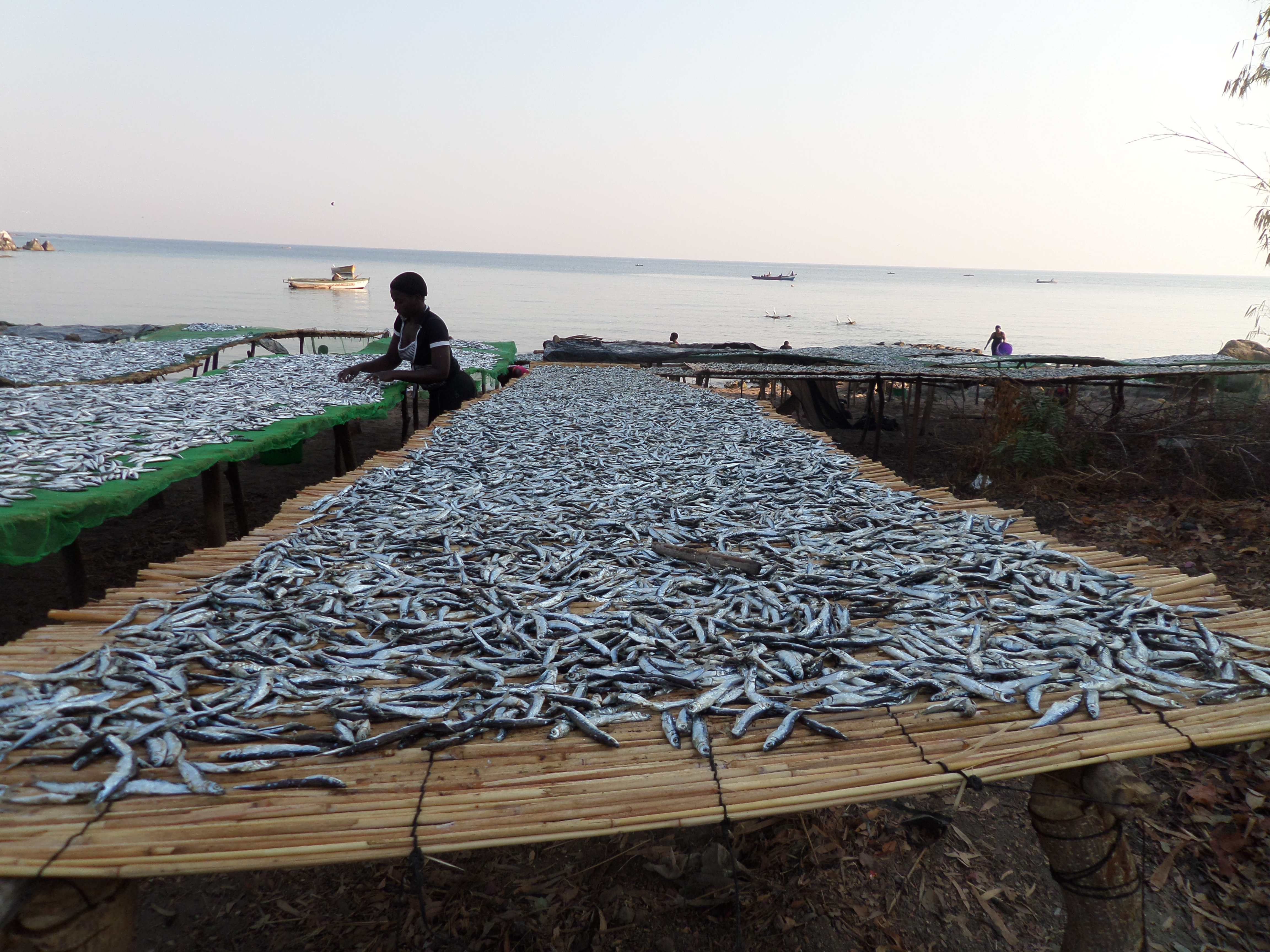
Cá khô trên đảo Likoma

Malawi có ít nguồn tài nguyên khoáng sản khai thác. Một tập đoàn người Úc Nam Phi khai thác urani tại một mỏ gần Karonga. Than đang được khai thác ở quận Mzimba. Sự phụ thuộc của kinh tế Malawi vào việc xuất khẩu hàng hóa nông nghiệp làm cho nó dễ bị tổn thương từ những cú sốc bên ngoài như hạn chế thương mại và hạn hán. Chi phí vận chuyển cao, có thể chiếm hơn 30% tổng giá nhập khẩu của nó, tạo thành trở ngại nghiêm trọng cho phát triển kinh tế và thương mại. Malawi phải nhập khẩu tất cả các sản phẩm nhiên liệu. Những thách thức khác bao gồm một số ít lao động có tay nghề khó khăn trong việc xin giấy phép lao động nước ngoài, quan liêu, tham nhũng và thiếu cơ sở hạ tầng giao thông, điện, nước và viễn thông đang gây cản trở phát triển kinh tế Malawi. Tuy nhiên, những sáng kiến gần đây của chính phủ nhằm cải thiện cơ sở hạ tầng đường bộ, cùng với sự tham gia của tư nhân vào đường sắt và viễn thông đã bắt đầu làm cho môi trường đầu tư hấp dẫn hơn.

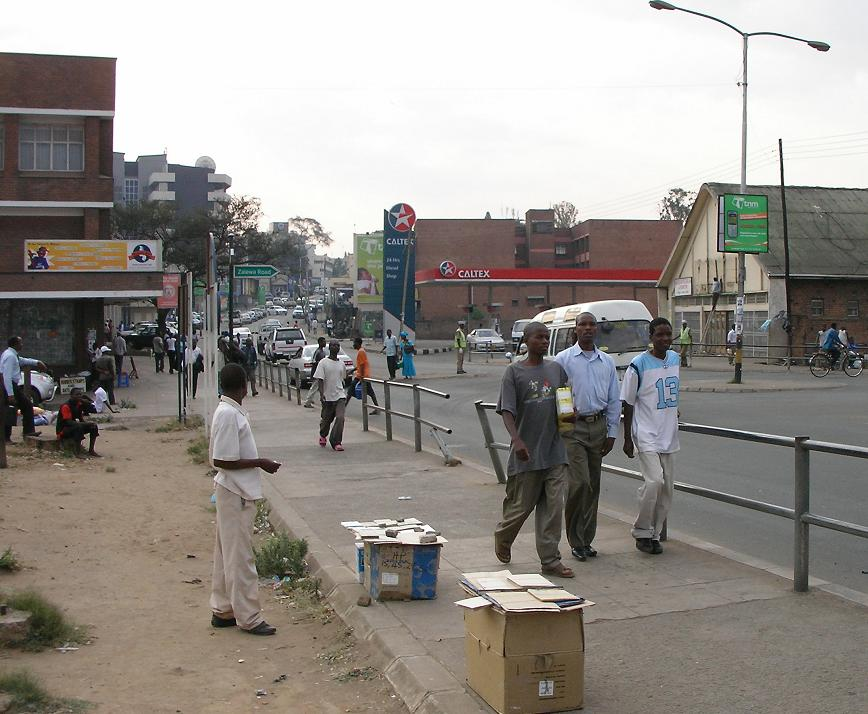
Nhà cung cấp bên lề đường ở Blantyre

Top 20 giá trị và sản lượng nông nghiệp hàng đầu của Malawi cho 2009. (Số liệu không chính thức nguồn từ thống kê của FAO) 
| Hàng hóa                 | Sản xuất tính bằng Đô la quốc tế (1000) | Sản xuất theo tấn | Nguồn của FAO |
| ------------------------ | --------------------------------------- | ----------------- | ------------- |
| Ngô                      | 462.330                                 | 3.582.500         |               |
| Sắn                      | 404.764                                 | 3.823.240         |               |
| Thuốc lá                 | 331.542                                 | 208.155           |               |
| Lạc                      | 116.638                                 | 275.176           |               |
| Chuối (trừ chuối nấu ăn) | 95.152                                  | 400.000           | F             |
| Mía                      | 82.093                                  | 2.500.000         | F             |
| Bò thịt bản địa          | 80.688                                  | 0                 |               |
| Đậu triều                | 80.274                                  | 184.156           |               |
| Legume                   | 75.706                                  | 164.712           |               |
| Trái cây tươi            | 74.456                                  | 213.321           | Im            |
| Chuối nấu ăn             | 72.634                                  | 351.812           | Im            |
| Thịt lợn bản địa         | 68.788                                  | 0                 |               |
| Trà                      | 55.895                                  | 52.559            | P             |
| Thịt dê bản địa          | 53.512                                  | 0                 |               |
| Xoài, măng cụt và ổi     | 49.527                                  | 82.659            | Im            |
| Sợi bông                 | 39.017                                  | 27.300            | F             |
| Gạo                      | 36.896                                  | 135.988           |               |
| Rau tươi                 | 30.530                                  | 162.012           | Im            |
| Thịt gà bản địa          | 25.713                                  | 0                 |               |
| Đậu dải                  | 18.073                                  | 72.082            |               |

Chú thích:
F : FAO ước tính, Im: dự liệu của FAO dựa trên phương pháp phỏng đoán, P : Dữ liệu chính thức tạm thời

## Công nghiệp
Trong năm 2013, ngành sản xuất của Malawi đóng góp 10,7% GDP. Các ngành công nghiệp chính là chế biến thực phẩm, xây dựng, hàng tiêu dùng, xi măng, phân bón, ginning, sản xuất đồ nội thất và sản xuất thuốc lá.
Những nỗ lực của chính phủ để đa dạng hóa ngành nông nghiệp và đẩy mạnh chuỗi giá trị toàn cầu đã bị hạn chế nghiêm trọng bởi cơ sở hạ tầng nghèo nàn, lực lượng lao động được đào tạo không đầy đủ và môi trường kinh doanh yếu kém. Để giúp các công ty áp dụng các kỹ thuật và công nghệ đổi mới, Chiến lược xuất khẩu quốc gia được thông qua vào năm 2013 cho phép các công ty tiếp cận tốt hơn với kết quả nghiên cứu quốc tế và thông tin tốt hơn về các công nghệ hiện có; nó cũng giúp các công ty nhận được khoản tài trợ để đầu tư vào các công nghệ như vậy từ các nguồn như Quỹ Phát triển Xuất khẩu của quốc gia và Quỹ Thách thức Đổi mới Malawi. Song song, chính phủ đã nâng mức đầu tư vào nghiên cứu và phát triển lên 1% GDP.

### Thực phẩm và đồ uống
Hầu hết các loại trái cây và rau quả được xuất khẩu thô, trong khi thực phẩm chế biến được nhập khẩu chủ yếu từ Nam Phi. Carlsberg đã mở nhà máy bia đầu tiên bên ngoài Đan Mạch tại Blantyre vào năm 1965. Nhà máy bia cũng đóng chai sản phẩm Coca-Cola theo giấy phép. Một nhà máy chế biến xoài để xuất khẩu trái cây tập trung mở tại Salima vào năm 2013. Universal Industries điều hành một số nhà máy thực phẩm ở Blantyre, nơi sản xuất đồ ngọt, khoai tây chiên, bánh quy, sữa bột, các sản phẩm đậu nành và thức ăn trẻ em. Cà phê và trà được chế biến bởi 6 công ty khác nhau ở các vùng Thyolo, Mulanje và xung quanh Mzuzu.

### Công ty dược phẩm
Malawi có bốn công ty dược phẩm. Họ sản xuất một lượng thuốc giới hạn, đặc biệt là những loại thuốc có nhu cầu lớn trên thị trường địa phương. Công ty Pharmanova, nhà sản xuất dược phẩm lớn nhất ở Malawi, tiếp theo là SADM, Malawi Pharmacies (Pharmaceuticals Limited) và Kentam Products Limited.

### Lâm nghiệp

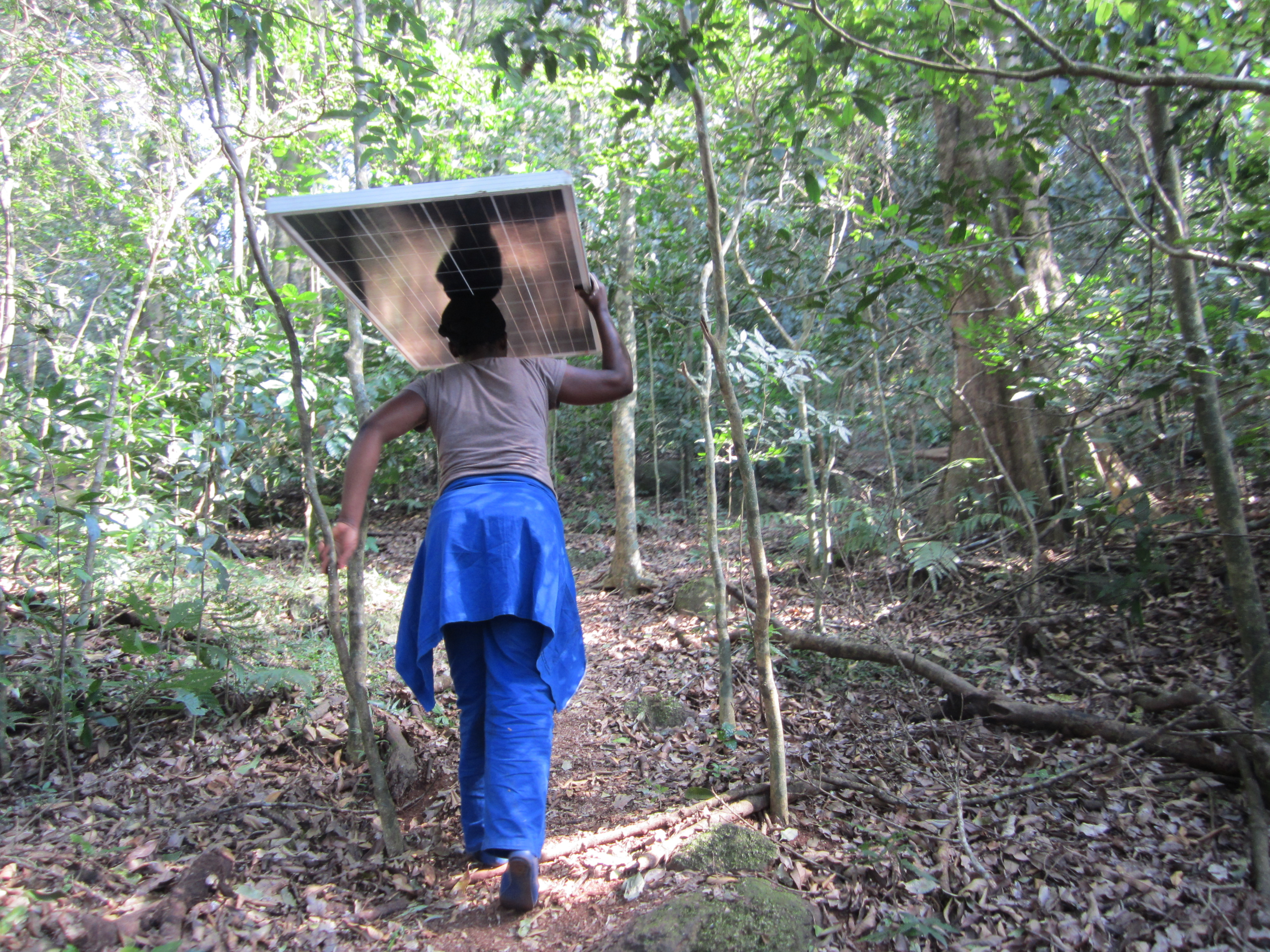
Phụ nữ mang theo một tấm năng lượng mặt trời.

Rừng cây thông trồng lớn nằm ở dãy núi Viphya, xung quanh Mulanje và Zomba. Sản xuất gỗ cho vật liệu xây dựng và đồ nội thất là một ngành công nghiệp quan trọng cho các khu vực này. Tuy nhiên, hầu hết các khu vực ở Malawi bị phá rừng do khai thác gỗ trái phép để sản xuất than củi và sử dụng củi.

### Điện
Nhà cung cấp năng lượng duy nhất của Malawi là Ủy ban cung ứng điện quốc gia Malawi (ESCOM), sản xuất ra hầu hết năng lượng của nó từ các nhà máy thủy điện dọc theo sông Shire. Thiết lập khoảng 351MW. Khoảng 12% dân số cả nước có điện, theo số liệu của Ngân hàng Thế giới năm 2014..
Quốc gia này đã bị cúp điện liên tục do hạn hán liên tục đã giảm một nửa sản lượng điện do mực nước sông Shire giảm đáng kể. Sông thường tạo ra 300MW điện, chiếm 98% tổng nguồn cung của Malawi. Tuy nhiên, hạn hán làm giảm công suất xuống 160MW, theo ESCOM.

## Dịch vụ
Khu vực dịch vụ chiếm 51,7% GDP quốc gia của Malawi. Các ngành công nghiệp đáng chú ý là du lịch, bán lẻ, vận tải, giáo dục, dịch vụ y tế, viễn thông và ngành ngân hàng. Chính phủ Malawi nắm giữ cổ phần tại nhiều công ty quan trọng như Malawian Airlines (51%) và và Press Corporation Limited. Press Corporation Ltd. là công ty lớn nhất của đất nước, với các công ty con trong ngành thuốc lá, ngân hàng, đường, câu cá, sản xuất ethanol, sản xuất thép, bán lẻ, viễn thông và xăng dầu.

## Hỗ trợ quốc tế
Malawi đã thực hiện các chương trình điều chỉnh cơ cấu kinh tế được Ngân hàng Thế giới (IBRD), Quỹ tiền tệ Quốc tế (IMF) và các nhà tài trợ khác hỗ trợ từ năm 1981.Mục tiêu cải cách rộng bao gồm kích thích hoạt động của khu vực tư nhân và tham gia thông qua việc loại bỏ kiểm soát giá và cấp phép công nghiệp, tự do hóa thương mại và ngoại hối, hợp lý hoá các loại thuế, tư nhân hóa các doanh nghiệp nhà nước và cải cách dịch vụ dân sự. Malawi đủ điều kiện để nhận hỗ trợ Heavily Indebted Poor Country (HIPC) và đang trong quá trình tinh chỉnh chiến lược giảm nghèo của mình.

## Chỉ số kinh tế
GDP:
sức mua tương đương - 15,02 tỷ USD (ước tính năm 2013)
GDP - tăng trưởng thực sự đánh giá:
6.2% (2015 est.)
GDP - bình quân đầu người:

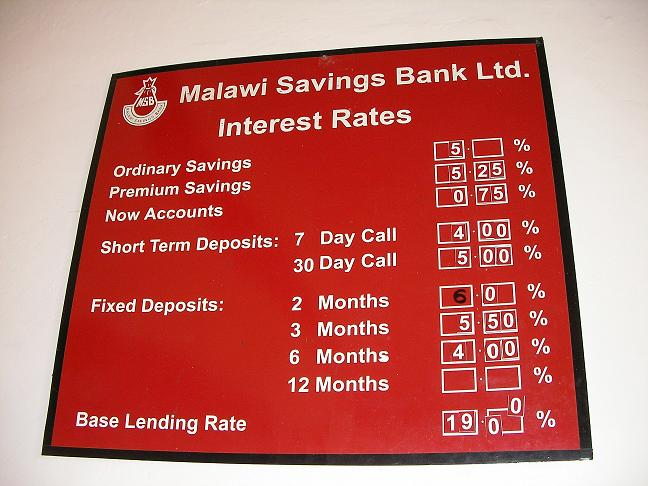
Lãi suất được quảng cáo bởi Ngân hàng tiết kiệm Malawi tại Nchalo, Malawi vào ngày 30 tháng 9 năm 2008

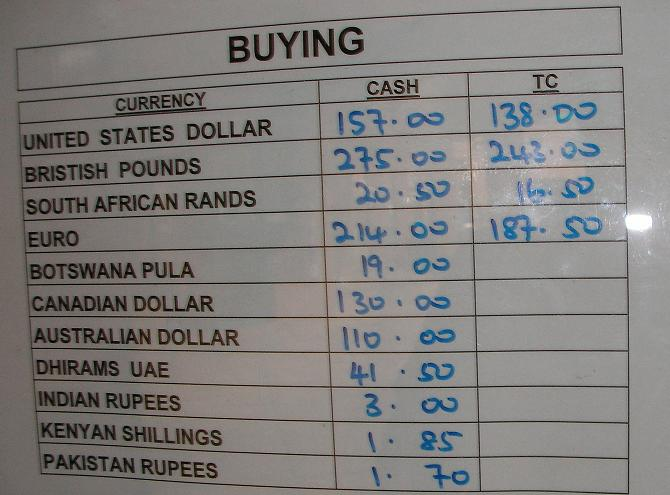
Tỷ giá hối đoái được quảng cáo bởi một nhà giao dịch tiền tệ ở Lilongwe vào ngày 7 tháng 10 năm 2008

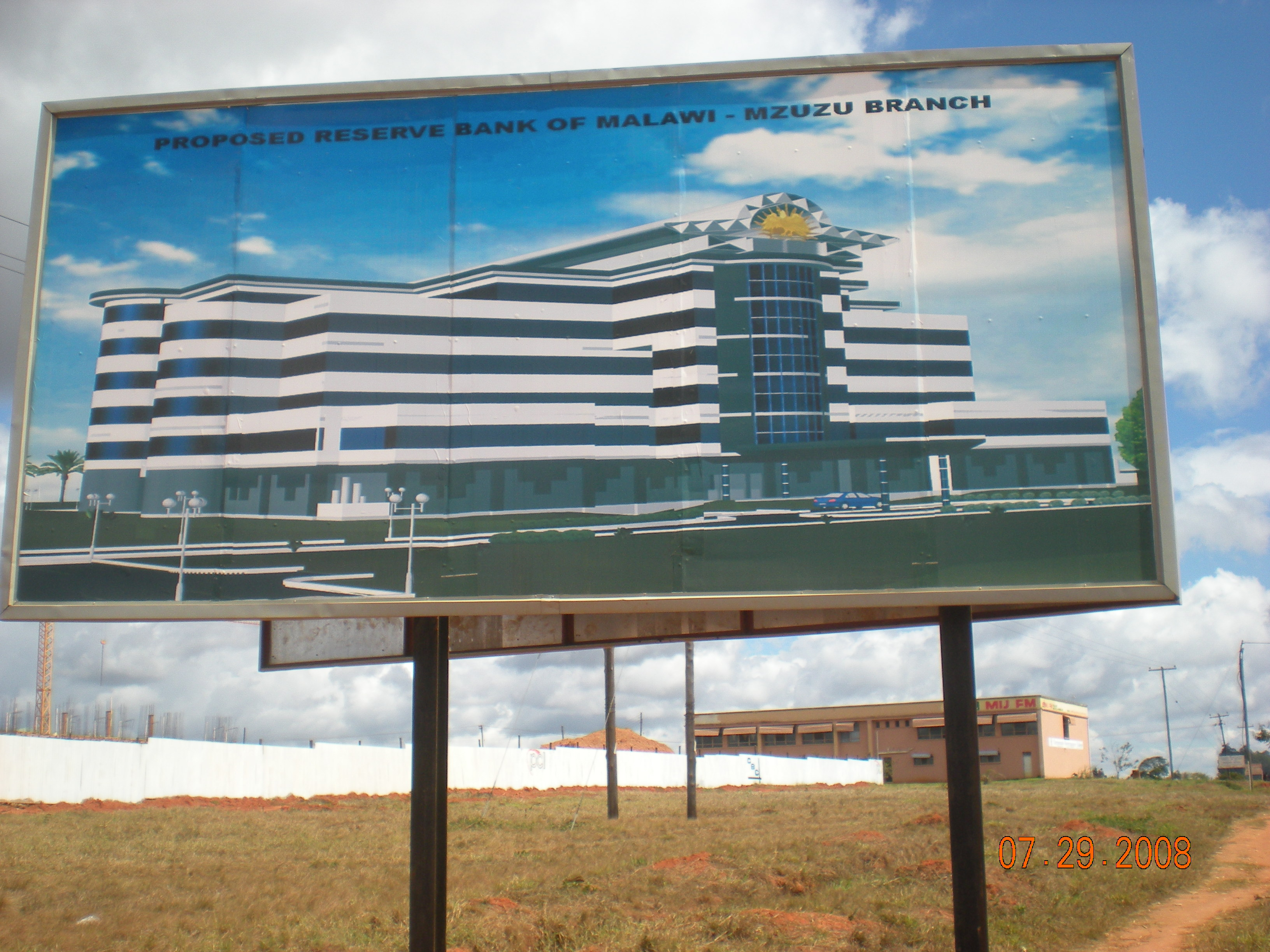
Ngân hàng dự trữ Malawi chi nhánh Mzuzu đang được xây dựng ở Mzuzu, một thành phố phát triển nhanh. Tháng 7 năm 2008

sức mua tương đương - 900 USD - (ước tính năm 2014)
GDP - thành phần theo ngành:
nông nghiệp:
29,4%
công nghiệp:
18,9%
dịch vụ:
51,7% (ước tính năm 2006)
Dân số dưới chuẩn nghèo:
53% (ước tính năm 2004)
Thu nhập hoặc tiêu thụ hộ gia đình theo tỷ lệ phần trăm: 
thấp nhất 10%:
3%
cao nhất 10%:
31,9% (năm 2004)
Phân phối Thu nhập Gia đình-Hệ số Gini 39 (2004)
Tỷ lệ lạm phát (giá tiêu dùng):
23% (ước tính năm 2014)
Lực lượng lao động:
5,747 triệu (ước tính 2007)
Lực lượng lao động theo ngành nghề:
nông nghiệp 90%, công nghiệp và dịch vụ 10% (ước tính năm 2003)
Tỷ lệ thất nghiệp:
NA%
Ngân sách:
thu: 1,347 tỷ USD (ước tính năm 2013)
chi: 1,4 tỷ USD (ước tính năm 2013)
Nợ công 50,8% GDP (ước tính năm 2013)
Công nghiệp:
thuốc lá, trà, đường, sản phẩm gỗ, xi măng, hàng tiêu dùng, bông, uraniu và khai thác than
Tốc độ tăng trưởng sản xuất công nghiệp:
2,8% (ước tính năm 2013)
Điện - sản xuất:
1,973 tỷ kWh (ước tính năm 2010)
Điện - nguồn sản xuất:
nhiên liệu hóa thạch:
2,39%
thủy điện:
97,61%
hạt nhân:
0%
khác:
0% (năm 1998)
Điện - tiêu thụ:
1,835 tỷ kWh (ước tính năm 2010)
Điện - xuất khẩu:
0 kWh (2005)
Điện - nhập khẩu:
0 kWh (2005)
Sản xuất dầu
0 bbl/d (0 m3/d) (ước tính năm 2003)
Dầu tiêu thụ 5.500 bbl/d (870 m3/d) (ước tính năm 2004)
Sản xuất nông nghiệp:
thuốc lá, mía, bông, trà, ngô, khoai tây, sắn (bột năng), lúa miến, legume; bò nhà, dê
Xuất khẩu: 1,427 tỷ USD (ước tính năm 2013)
Hàng hóa xuất khẩu:
thuốc lá, trà, đường, bông, cà phê, lạc, sản phẩm gỗ, hàng may mặc, urani và các hợp chất của nó
Đối tác xuất khẩu:
Canada 10,6%, Zimbabwe 9,3%, Đức 7,3% Nam Phi 6,6%, Nga 6,5%, Hoa Kỳ 6,1%, Trung Quốc 4,2% (2012)
Nhập khẩu: 2,42 tỷ USD (ước tính năm 2013.)
Hàng hóa nhập khẩu: thực phẩm, sản phẩm dầu mỏ, bán thành phẩm, hàng tiêu dùng, thiết bị vận tải
Đối tác nhập khẩu:
Nam Phi 27%, Trung Quốc 16,6%, Ấn Độ 8,7%, Zambia 8,5%, Tanzania 5,1%, Hoa Kỳ 4,3% (2012)
Số dư ngân sách hiện tại - 280,1 triệu USD (ước tính năm 2013)
Nợ nước ngoài: 1,556 tỷ USD (ước tính ngày 31 tháng 12 năm 2013)
Viện trợ kinh tế:
575,3 triệu USD (2005)
Đầu tư trực tiếp nước ngoài 129,5 triệu USD (2014)
Tiền tệ: 1 kawacha Malawi (MK) = 100 tambala
Năm tài khóa: ngày 1 tháng 7 -  ngày 30 tháng 6

## Tiếp tục đọc sách
- Anthony và Binh Trẻ, Một Địa của nước, phiên bản thứ Hai. Evans, Anh em giới Hạn, London (1978) ISBN 0-237-50296-8

## Bên ngoài đường dẫn
- Trang chủ - Bộ Tài chính
- Kinh tế Malawi trên DMOZ
- MBendi
- Tanzania